# Diploderma chapaense
Diploderma chapaense — вид ігуаноподібних ящірок родини агамових (Agamidae). Мешкає у В'єтнамі і Китаї.

## Опис
Довжина Diploderma chapaense становить 25 см. Тіло струнке, дещо стиснуте, хвіст удвічі довший за решту тіла. На голові, спині і хвості є невеликі гребюені. Спинні щитки збільшені і кілеваті, черевні також мають кілі. Кінцівки добре розвинені, задні значно більші за передні. Забарвлення зеленувате або коричневе з темним візерунком. Від голови через спину до хвоста з боків хребта тягнуться дві світлі смуги.

## Поширення і екологія
Diploderma chapaense мешкають в провінції Лаокай на півночі В'єтнаму, а також на півдні і південному сході китайської провінції Юньнань. Вони живуть в первинних тропічних лісах в горах і передгір'ях, трапляються у вторинних лісах. Зустрічаються на висоті від 300 до 1500 м над рівнем моря. Ведуть денний, наземний спосіб життя.